# 7-أمينوكتينوميسين د
7-أمينوكتينوميسين د هو مركب كيميائي فلوري مع تقارب قوي للحمض النووي. يتم استخدامه كعلامة فلورية للحمض النووي في فحص مجهري فلوري وقياس تدفق خلوي. يتداخل في حمض نووي منقوص الاكسجين (DNA) مزدوج الشريطة، مع تقارب كبير للمناطق الغنية بالـ GC، مما يجعله مفيدًا لدراسات ربط الكروموسوم.

## التطبيقات
مع أقصى امتصاص عند نانومتر، يتم تحفيز 7-AAD بكفاءة باستخدام ليزرهيليوم-نيون 543 نانومتر. يمكن أيضًا أن يكون متحمسًا بكفاءة أقل إلى حد ما باستخدام خطوط ليزر أرجون 488 نانومتر أو 514 نانومتر. يحتوي انبعاثها على إزاحة ستوكس كبيرة جدًا بحد أقصى في اللون الأحمر العميق: 647 نانومتر. وبالتالي، فإن 7-AAD متوافق مع معظم مركبات الفلورالأزرق والأخضر-وحتى العديد من مركبات الفلوروفورالحمراء-في تطبيقات متعددة الألوان.
7-AAD لا يمر بسهولة من خلال أغشية الخلايا السليمة؛ إذا كان سيتم استخدامه كبقاء الصبغة لتصوير مضان الحمض النووي، فيجب أن يُنفذ غشاء الخلية أويُعطل. يمكن استخدام هذه الطريقة مع تثبيت العينات بالفورمالديهايد.
يستخدم 7-AAD أيضًا كبقاء صبغة الخلية. الخلايا ذات الأغشية المخترقة سوف تلطخ بـ 7-AAD، بينما الخلايا الحية ذات الأغشية الخلوية السليمة ستبقى مظلمة.

## الأكتينوميسين د
المقال الرئيسي: أكتينوميسين
مركب الأكتينوميسين د المرتبط به غير فلوري، لكنه يربط الحمض النووي بنفس طريقة 7-AAD. يتغير امتصاصه عندما يرتبط بالحمض النووي، ويمكن استخدامه كبقاء للخلية في مجهر ناقل حركة تقليدية.

## الاستخدام الطبي
الأكتينوميسين سائل صافٍ مائل للصفرة يُعطى عن طريق الوريد، وهو الأكثر شيوعًا في علاج مجموعة متنوعة من السرطانات، بما في ذلك:
- ورم ورم الأرومة الغاذية الحملي[6]

- ورم ويلمز

- الساركوما العضلية المخططة

- ساركومة يوينغ[7]

- خبيث الخلد المائي[8]

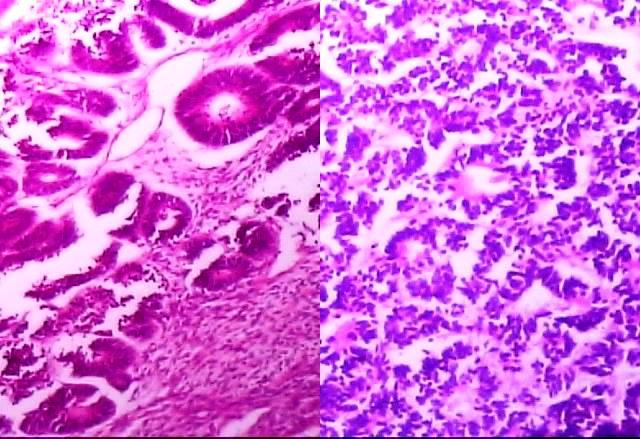
ورم ويلمز

في بعض الأحيان يُدمجه مع أدوية أخرى في نظم العلاج الكيميائي، مثل نظام VAC (مع فينكريستين وسيكلوفوسفاميد) لعلاج الساركوما العضلية المخططة وساركوما يوينغ.

## صالة عرض

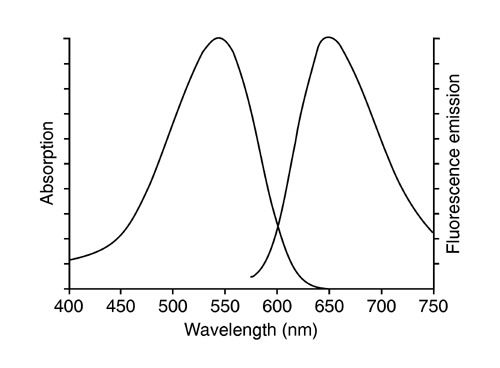
Absorptions

## روابط خارجية
- Structure from Invitrogen

- MSDS